# Хилсајд (Њу Џерзи)
Хилсајд (енгл. Hillside) град је у америчкој савезној држави Њу Џерзи.

## Демографија
По попису из 2000. године број становника је 21.747.
| Група             | 2000.          | 2010.    |
| Белци             | 6.991 (32,1%)  | 0 (0,0%) |
| Афроамериканци    | 10.122 (46,5%) | 0 (0,0%) |
| Азијати           | 751 (3,5%)     | 0 (0,0%) |
| Хиспаноамериканци | 3.153 (14,5%)  | 0 (0,0%) |
| Укупно            | 21.747         | 0        |